# Islas Cavinzas
Las Islas Cavinzas son un grupo de islas pertenecientes al Perú situadas en el océano Pacífico. Están ubicadas al suroeste del extremo sur de la isla San Lorenzo y al noreste de las islas Palomino. El grupo está integrado por una isla principal y algunos islotes de pequeñas dimensiones, cuya superficie total aproximadamente es de unos 7,58 hectáreas. Las islas destacan por ser el hábitat de numerosas especies de aves marinas de gran importancia en el Perú. Por tal motivo, en el 2009 las islas quedaron protegidas por ley dentro de la Reserva nacional Sistema de Islas, Islotes y Puntas Guaneras, una reserva natural que protege y conserva muestras representativas de la diversidad biológica de los ecosistemas marino-costeros del Perú.

## Descripción geográfica
Las islas Cavinzas se encuentran bajo la influencia de las aguas frías de la corriente de Humboldt y se localizan en torno a los 12º 06’ de latitud S y los 77° 12’ de longitud O. La principal isla, de forma redondeada y con una superficie de 6,33 hectáreas, alcanza los 16 m.s.n.m. y presenta  una longitud máxima de 385 m, con una anchura que ronda los 265 metros. Por el lado oeste de esta isla se encuentra un rodal de rocas a flor de agua, que aparece cuando el oleaje y la marea terminan por descubrirla. Hacia el sur de la isla principal se hallan unos pequeños islotes y roqueríos  que se extienden a lo largo de unos 400 metros en dirección suroeste y en las que revienta el mar. El color blanquecino que presentan las islas Cavinzas, es el resultado de la mezcla de las capas de guano y la erosión de la superficie rocosa.

## Diversidad biológica
Las especies de aves marinas, como la principal componente biológico de las islas Cavinzas, en su mayoría son típicas de ecosistemas marino-costeros, que han encontrado en estas islas sus principales zonas de alimentación, reproducción y descanso. Entre las principales especies de aves que se puede observar en las islas se encuentran el cormorán guanay (Phalacrocorax bougainvillii), piquero peruano (Sula variegata), cormorán neotropical (Phalacrocorax brasilianus), pingüino de Humboldt (Spheniscus humboldti), pelícano peruano (Pelecanus thagus), zarcillo (Larosterna inca), cormorán de patas rojas (Phalacrocorax gaimardi), gaviota peruana (Larus belcheri), gaviota dominicana (Larus dominicanus), gaviota gris (Larus modestus), gaviota capucho gris (Larus cirrocephalus), gaviota de franklin (Larus pipixcan), gallinazo cabeza roja (Cathartes aura), ostrero común (Haematopus palliatus),  ostero negro (Haematopus ater), etc.
Otra especie que se encuentra en las islas y en gran número son los lobos chusco sudamericano (Otaria flavescens), una especie de lobo marino que pertenece a la familia Otariidae.